# Lucânia e Brúcio
Lucânia e Brúcio (em latim: Lucania et Brutii era a terceira das regiões criadas pelo imperador romano Augusto na Itália, chamada também de III Região (Regio III). Ela era limitada a leste e ao norte pela Apúlia e Calábria (II Região), a noroeste pela Lácio e Campânia (I Região) e, finalmente, ao sul pelos mares Jônio e Tirreno e o estreito de Messina. Geograficamente, a fronteira leste seguia o curso do rio Bradano, que corre para o oeste a partir da moderna Matera (Matéola), e ia, a nordeste, até o baixo Sele (Silaro).
A III Região incluía toda a região da Calábria, habitada pelos brúcios e pelos gregos, a moderna Basilicata com exceção de Melfi, que era samnita, e do vale do Bradano, que pertencia à Apúlia, toda a região ao redor de Cilento e do vale do Diano no sul da província de Salerno, regiões habitadas pelos lucanos. Na costa do Tirreno, a fronteira era o rio Lao e a bacia do Pollino. Não existem informações confiáveis sobre as fronteiras na costa jônia, mas é provável que fossem as colônias gregas de Metaponto, no norte, e Síbaris no sul, ambas habitadas por populações de origem osca.
Os romanos conquistaram a região através de guerras, tratados e alianças por volta do século III a.C. valendo-se do estado permanente de guerra que já perdurava por dois séculos entre as populações locais e as colônias da Magna Grécia, cujo território limitava-se à zona costeira.
Porém, a conquista não foi fácil, pois nos dois séculos seguintes, os romanos tiveram que enfrentar revoltas dos nativos em várias ocasiões, geralmente unidos entre si ou apoiando um líder estrangeiro. Foi o que aconteceu na coalizão anti-romana que se formou na Terceira Guerra Samnita e durante as invasões de Pirro e Aníbal. A vitória final romana custou caro para os habitantes da Lucânia e Brúcio, que foram duramente reprimidos.

## Cidades
A era de ouro das antigas cidades da Calábria (poleis Calabria) - as antigas colônias da Magna Grécia - estava terminando e, por isso, ao contrário das outras regiões augustas, que viram emergir uma nova realidade romana, as cidades da Lucânia e Brúcio jamais conseguiram adquirir um grande relevo na era imperial.
Entre as mais importantes cidades estava Régio (moderna Régio da Calábria), capital do corretor (governador) da Lucânia e Brúcio durante a maior parte de sua existência. Outras cidades eram, para os lucanos, Metaponto e especialmente Eraclea na costa do mar Jônio, Potência, Anxia, Grumento e Acerúncia no interior, Eleia Vélia e Pesto na costa Tirrena; para os brúcio, Hipônio (moderna Vibo Valentia) e Lócris Epicefíria (perto da moderna Locros), Crotona, Túrio e Sibari na costa jônia e Consência (Cosenza), no interior. Grande parte das cidades do período grego - como Medma (Rosarno), Terina e Caulo - foram abandonadas depois da Segunda Guerra Púnica. Já sobre o interior, não há evidências de que tenha declinado, embora certamente tenha havido uma mudança na forma como ele passou a ser ocupado quando se compara ao período anterior.

## Transportes e vias de comunicação
A III Região tinha uma grande quantidade de portos, principalmente em Régio, Vibo Valentia e Crotona, mas também outros menores em Vélia e Locros. A estação de "À Estátua" (Ad Statuam) ou "À Coluna" (Ad Columnam, identificada com Coluna Régia) era o ponto de partida para a travessia para a Sicília, ligando Messina a Régio. O porto de Vibo Valentia por sua vez era muito importante para o exército romano: em 218 a.C., ele foi utilizado pelos romanos na luta contra Aníbal; em 200 a.C., foi a base para a frota romana que partia para as Guerras Macedônicas; em 46 a.C., estava baseada ali a frota de Júlio César (segundo seu próprio relato em De Bello Civili); em 36 a.C., de acordo com Apiano, era ali o quartel-general de Augusto em sua guerra contra Sexto Pompeu (filho de Pompeu Magno), que havia tomado a Sicília e controlava uma grande frota. O Porto Vibonense (Portus Vibonensis) foi encontrado em Trainiti, inclusive os restos de um pier que se estende por 600 metros mar adentro, mas a maior parte de suas ruínas acabou soterrada pelo avanço da linha costeira. Por toda a costa da província de Vibo Valentia foram encontrados numerosos portos menores que serviam de apoio para o principal, entre eles Porto de Hércules (Portus Herculis), o maior, mencionado por Plínio e Estrabão, identificado na região de Formicoli di Santa Domenica di Ricadi, cujo nome - Formicoli - é uma contração de Fórum de Hércules (Forum Herculis).
A principal rota de ligação da III Região com o resto do império era a estrada que ligava Cápua a Régio, conhecida como Via Popília, que seguia pelo interno e onde atualmente está a Autostrada A3 (Salerno-Régio da Calábria) e que, perto de Grumento, cruzava a Via Hercúlea, que ligava Grumento à região sul de Sâmnio através de Venúsia (Venosa) e Potência (Potenza).
Havia ainda duas outras que seguiam pela costa, mas de menor importância:
- A "estrada tirrena", que partia de Pesto, passava por Vélia e se juntava à Via Popília ao norte de Vibo Valentia, de onde se chegava ao mar;
- A "estrada jônia", que ligava Régio a Metaponto e Taranto num trajeto que remontava à época da colonização grega e que atravessava Escolácio, Locros, Crotona e Túrio.

## Economia
Por ser montanhosa, a III Região não era particularmente apropriada para a agricultura, uma característica que se agravava pela falta de caminhos para que a água escapasse, o que tendia rapidamente criava alagadiços muito propícios para a disseminação da malária, um flagelo constante na antiguidade. Mesmo assim, a região exportava alguns produtos, como as flores de Pesto, utilizadas na fabricação do perfume de Cápua, ou os vinhos e o azeite de Brúcio.
Uma importante fonte de renda eram as vastas florestas da região, atualmente quase que completamente devastadas, cujo crescimento se beneficiava da alta pluviosidade da costa tirrena. As de Aspromonte, especialmente na região de Pellaro, forneciam madeira de grande qualidade para os estaleiros no porto de Régio, Sócia Naval (Socia Navalis) de Roma; as de Sila, por outro lado, forneciam madeira para o porto de Vibo Valentia, especialmente os trechos ribeirinhos, justamente pela facilidade de transporte das toras por flutuação. Dos portos de Régio, Vibo, Locros e Crotona, a madeira era também exportada para toda a Itália. Mais tarde, o papa Gregório, o Grande escreveu ao bispo de Vibo Valentia requisitando que ele envie, de navio, madeira para a construção de igrejas, uma evidência de que este comércio ainda persistia na época.
Num costume muito antigo, praticava-se na região a criação de porcos soltos entre os carvalhos, uma tradição que fez da região uma das maiores produtoras de carne suína da Itália na época. Depois que o imperador Aureliano (r. 270–275) ordenou a distribuição de carne de porco para a população de Roma, cresceu ainda mais a importância da região.
Para as cidades da costa, a pesca era uma importante atividade econômica. O atum capturado na região foi citado por Ateneu (século III), mas, já no século IV a.C., Arquestrado de Gela escreveu sobre o atum de Hipônio (Vibo Valência), que ele considerava como o melhor do mundo. Ali, durante o período romano, foram criadas diversas fábricas para o processamento do atum, como a de Santa Irene, que está em bom estado no município de Briatico a pouca distância do antigo porto de Vibo Valência. O atum capturado era cortado e podia ser ou salgado ou imediatamente utilizado na produção do garo, um molho de peixe bastante popular entre os romanos.